# Ricky Subagja
Ricky Achmad Soebagdja (Bandung, 27 de enero de 1971) es un deportista indonesio que compitió en bádminton, en la modalidad de dobles.
Participó en tres Juegos Olímpicos de Verano entre los años 1992 y 2000, obteniendo una medalla de oro en Atlanta 1996 en la prueba de dobles. Ganó tres medallas en el Campeonato Mundial de Bádminton entre los años 1993 y 1997.

## Palmarés internacional
| Juegos Olímpicos   | Juegos Olímpicos         | Juegos Olímpicos  | Juegos Olímpicos |
| Año                | Lugar                    | Medalla           | Prueba           |
| ------------------ | ------------------------ | ----------------- | ---------------- |
| 1996               | Atlanta (Estados Unidos) | Medalla de oro    | Dobles           |
| Campeonato Mundial |                          |                   |                  |
| Año                | Lugar                    | Medalla           | Prueba           |
| 1993               | Birmingham (Reino Unido) | Medalla de oro    | Dobles           |
| 1995               | Lausana (Suiza)          | Medalla de oro    | Dobles           |
| 1997               | Glasgow (Reino Unido)    | Medalla de bronce | Dobles           |